# NFI Fortuna
Narodowy Fundusz Inwestycyjny Fortuna SA – spółka notowana na Giełdzie Papierów Wartościowych w Warszawie, zawiązana przez skarb państwa jako jeden z narodowych funduszy inwestycyjnych.
Według danych z marca 2008 największym akcjonariuszem spółki jest Buskot Trading Ltd, posiadający 50,01% akcji i głosów na WZA. Pozostali mają 49,99% akcji i głosów.
9 września 2008 roku walne zgromadzenie funduszu, uchwaliło połączenie z V NFI Victoria. Połączenie polegało na przejęciu majątku NFI Fortuna przez NFI Victoria, a dotychczasowym akcjonariuszom przyznano akcje NFI Victoria. 